# Sh2-69
Sh2-69 (également connue sous le nom de RCW 177) est une nébuleuse en émission visible dans la constellation de l'Aigle.
Elle est située dans la partie sud-ouest de la constellation, à une courte distance de la frontière avec la Queue du Serpent. Elle s'étend sur une vingtaine de minutes d'arc en direction d'une région de la Voie lactée fortement obscurcie par les nuages de poussières constituant le Rift de l'Aigle. La période la plus propice à son observation dans le ciel du soir se situe entre juin et novembre. N'étant qu'à 18 minutes d'arc de l'équateur céleste, on peut l'observer indistinctement depuis toutes les régions peuplées de la Terre.
C'est une région H II située sur le bras Écu-Croix à une distance d'environ 3 800 pc (∼12 400 al) du système solaire. La principale cause de son ionisation serait une étoile sous-géante bleue de classe spectrale B0.5IV, cataloguée S69 2. La nébuleuse est associée à certaines sources identifiables à différentes longueurs d'onde, comme l'infrarouge et les ondes radio. Parmi les infrarouges se distingue la source IRAS 18418-0022, tandis que les sources radio ont été identifiées notamment à la fréquence de 1 400 GHz. Le catalogue Avedisova répertorie Sh2-69 comme l'objet dominant de la région de formation d'étoiles numéro 587.